# شینیا ناسو
شینیا ناسو (انگلیسی: Shinya Nasu؛ زادهٔ ۲۹ دسامبر ۱۹۷۸) بازیکن فوتبال اهل ژاپن است.